# Tichon (Dorowskich)
Tichon, imię świeckie Wiktor Grigorjewicz Dorowskich, ros. Виктор Григорьевич Доровских (ur. 1959 w Woroneżu) – rosyjski biskup prawosławny.

## Życiorys
Pochodzi z rodziny robotniczej. Jego ojciec był ślusarzem, matka pracowała w zakładach chemicznych. W 1978 ukończył studia w instytucie politechnicznym w Woroneżu, uzyskując tytuł inżyniera elektryka. 10 kwietnia 2003 złożył wieczyste śluby mnisze przed biskupem jużno-sachalińskim i kurylskim Danielem, otrzymując imię Tichon na cześć św. Tichona Zadońskiego. Ten sam hierarcha 11 kwietnia 2003 wyświęcił go na hierodiakona, zaś 20 kwietnia tego samego roku – na hieromnicha. Został skierowany do pracy duszpasterskiej w soborze Zmartwychwstania Pańskiego w Jużnosachalińsku. 7 lipca 2004 został igumenem, zaś 21 września 2010 – archimandrytą. 24 grudnia 2010 Święty Synod Rosyjskiego Kościoła Prawosławnego nominował go do objęcia katedry jużnosachalińskiej i kurylskiej.
Chirotonia archimandryty Tichona odbyła się 23 stycznia 2011 w soborze Chrystusa Zbawiciela w Moskwie. Jako konsekratorzy wzięli w niej udział patriarcha moskiewski i całej Rusi Cyryl I, metropolici kruticki i kołomieński Juwenaliusz, sarański i mordowski Warsonofiusz, borżomski i bakuriański Serafin (Gruziński Kościół Prawosławny); arcybiskupi samarski i syzrański Sergiusz, istriński Arseniusz, jekatierynburski i wierchoturski Wincenty, werejski Eugeniusz oraz biskupi zarajski Merkuriusz, archangielski i chołmogorski Daniel, sołniecznogorski Sergiusz, pawłodarski i ust-kamienogorski Barnaba.
W 2014 otrzymał godność arcybiskupa. W 2019 r. przeniesiony na katedrę orłowską; 21 kwietnia tegoż roku otrzymał godność metropolity.